# Emys trinacris
Espèce
Statut de conservation UICN

 DD  : Données insuffisantes
Emys trinacris est une espèce de tortue de la famille des Emydidae.

## Distribution
Cette espèce est endémique de Sicile en Italie.

## Publication originale
- Fritz, Fattizzo, Guicking, Tripepi, Pennisi, Lenk, Joger & Wink, 2005 : A new cryptic species of pond turtle from southern Italy, the hottest spot in the range of the genus Emys (Reptilia, Testudines, Emydidae). Zoologica Scripta, vol. 34, no 4, p. 351–371.